# Josep Serra i Massana
Josep Serra i Massana (Igualada, 1896 - Barcelona, 27 de novembre de 1980) va ésser un dibuixant format a l'Acadèmia Baixas de Barcelona. El seu estil denota una influència clara de Junceda, en detriment, tal vegada, de la seua pròpia personalitat artística. Juntament amb Ramon Miret, fou un dels pioners dels dibuixos animats en el cinema d'animació publicitari. Col·laborà a Joventut catalana, Lecturas, En Patufet, Virolet, La Mainada i TBO. Il·lustrà, també, nombrosos llibres infantils per a les editorials Muntañola i Seix Barral. Durant la darrera Guerra Civil espanyola col·laborà a Flechas y Pelayos, i creà amb Baldrich la revista Mujer. És autor de l'assaig Análisis de la comicidad.